# لاک‌پشت دریایی
لاک‌پشت‌ دریایی‌واران نام یک بالاخانواده از راستۀ لاک‌پشت‌سانان است که ساکن تمام اقیانوس‌های جهان به جز قطب شمال هستند.این لاکپشت‌ها بین اقیانوس‌های جهان در حال سفر هستند. لاک‌پشت پشت‌تخت دریایی را می‌توان تنها در سواحل شمالی استرالیا یافت.
لاک‌پشت‌های دریایی معمولاً در دریا معلق هستند و برای همین از یک سیستم تنفسی بی هوازی سود می‌برند که می‌توانند با حبس نفس خود برای مدت زیادی در زیر آب بمانند.همچنین آنان می‌توانند ریه خود را به سرعت از اکسیژن پر و خالی کنند.
این لاک‌پشت‌ها می‌توانند تا ۸۰ سال عمر کنند. چند دهه طول می‌کشد تا این گونه از لاک‌پشت‌ها به سن بلوغ جنسی برسند. پس از این زمان لاک‌پشت‌های ماده هر ۲ تا ۴ سال برای تخم‌گذاری به ساحل برمی‌گردند و در هر فصل ۱ تا ۸ لانه حفر می‌کنند. آنها گودال‌های ۴۰ تا ۵۰ سانتیمتری حفر می‌کند و ۵۰ تا ۲۰۰ تخم (بسته به گونه) در آن می‌گذارد. البته تا ۲۵۰ تخم هم در رابطه با لاک‌پشت پوزه عقابی گزارش شده‌است. سپس ماده لانه را دوباره پر کرده و به اقیانوس باز می‌گردد. کل این فرایند ۳۰ دقیقه طول می‌کشد.
|  | \| \| †Euclastes \| \| \| \| \| \| †Puppigerus \| \| \| \| |
|  |                                                            |
|  | لاک‌پشتان دریایی                                            |
|  |                                                            |
|  | †Euclastes                                                 |
|  |                                                            |
|  | †Puppigerus                                                |
|  |                                                            |

|  | †Euclastes  |
|  |             |
|  | †Puppigerus |
|  |             |

|  | †Protostegidae |
|  |                |
|  | لاک‌پشت‌چرمیان   |
|  |                |

|  | \| \| †Euclastes \| \| \| \| \| \| †Puppigerus \| \| \| \| |
|  |                                                            |
|  | لاک‌پشتان دریایی                                            |
|  |                                                            |
|  | †Euclastes                                                 |
|  |                                                            |
|  | †Puppigerus                                                |
|  |                                                            |

|  | †Euclastes  |
|  |             |
|  | †Puppigerus |
|  |             |

|  | †Protostegidae |
|  |                |
|  | لاک‌پشت‌چرمیان   |
|  |                |